# Índice de la economía del conocimiento
El índice de la economía del conocimiento fue elaborado por el Instituto del Banco Mundial con el propósito de comparar el desempeño de la economía basada en conocimiento.

## Índice de conocimiento
El índice de conocimiento es un indicador económico que mide la capacidad de un país para generar, adoptar y difundir el conocimiento. Este indicador se basa en 3 pilares de la economía del conocimiento.
- Educación y recursos humanos
- Sistema de innovación
- Infraestructura de Información

## Índice de la economía del conocimiento
El índice de la economía del conocimiento toma a consideración la capacidad de un país para utilizar el conocimiento en bienestar del desarrollo económico. También es conocido como KEI (siglas en inglés de Knowledge Economic Index) es un promedio normalizado de los cuatro pilares de la economía del conocimiento. 
Los pilares de la economía del conocimiento son:
- Entorno económico y marco institucional
- Educación y recursos humanos
- Sistema de innovación
- Infraestructura de información